# Callithamniaceae
Famille
Les Callithamniaceae sont une famille d’algues rouges de l’ordre des Ceramiales. 

## Liste des tribus et genres
Selon AlgaeBase (26 juillet 2013) :
- tribu des Callithamnieae F.Schmitz
  - genre Aglaothamnion Feldmann-Mazoyer
  - genre Aristoptilon Hommersand & W.A.Nelson
  - genre Callithamnion Lyngbye
  - genre Carpothamnion Kützing
  - genre Dasythamnion Nägeli
  - genre Diapse Kylin
  - genre Euptilota (Kützing) Kützing
  - genre Heteroptilon Hommersand
  - genre Hirsutithallia Wollaston & Womersley
  - genre Maschalosporium Nägeli
  - genre Microthamnion J.Agardh
  - genre Nwynea Searles
  - genre Pseudospora Schiffner
  - genre Seirospora Harvey
- tribu des Crouanieae F.Schmitz
  - genre Crouania J.Agardh
  - genre Crouaniella Athanasiadis
  - genre Crouaniopsis J.Feldmann & G.Feldmann
  - genre Crouanophycus Athanasiadis
  - genre Crouanophycus Athanasiadis
  - genre Euptilocladia Wollaston
  - genre Gattya Harvey
  - genre Gulsonia Harvey
  - genre Pseudocrouania Funk
  - genre Ptilocladia Sonder
- tribu des Rhodocallideae M.H.Hommersand, S.M.Wilson, & G.T.Kraft
  - genre Psilothallia F.Schmitz
  - genre Rhodocallis Kützing

Selon World Register of Marine Species (26 juillet 2013) :
- tribu des Callithamnieae Schmitz, 1889
- tribu des Crouanieae Schmitz, 1889
- tribu des Euptiloteae
- tribu des Rhodocallideae M.H. Hommersand, S.M. Wilson & G.T. Kraft, 1998

Selon World Register of Marine Species (26 juillet 2013) :
- genre Aglaothamnion Feldmann-Mazoyer, 1941
- genre Aristoptilon Hommersand & W.A.Nelson, 2006
- genre Callithamnion Lyngbye, 1819
- genre Carpothamnion Kützing, 1849
- genre Crouania J.Agardh, 1842
- genre Crouanophycus Athanasiadis, 1998
- genre Diapse Kylin, 1956
- genre Euptilocladia Wollaston, 1968
- genre Euptilota (Kützing) Kützing, 1849
- genre Gattya Harvey, 1855
- genre Gulsonia Harvey, 1855
- genre Heteroptilon Hommersand, 2006
- genre Hirsutithallia Wollaston & Womersley, 1998
- genre Nwynea Searles, 1989
- genre Pseudospora Schiffner, 1931
- genre Psilothallia F.Schmitz, 1896
- genre Ptilocladia Sonder, 1845
- genre Rhodocallis Kützing, 1847
- genre Seirospora Harvey, 1846